# Tapinocyba discedens
Tapinocyba discedens là một loài nhện trong họ Linyphiidae.
Loài này thuộc chi Tapinocyba. Tapinocyba discedens được J. Denis miêu tả năm 1948.